# Studentski centar Rijeka
Studentski centar Rijeka, ustanova je Sveučilišta u Rijeci koja pruža usluge stanovanja, prehrane, privremenog ili povremenog zapošljavanja te organizira slobodno vrijeme studenata.
 
Utemeljen je 1960. godine i kao takva jedna je od najstarijih članica Sveučilišta u Rijeci. U okviru svojih djelatnosti Studentski centar Rijeka studentima pruža usluge domskog stanovanja, smještaja, prehrane, privremenog i povremenog zapošljavanja, organizacije slobodnog vremena studenata i cateringa. U skladu sa Statutom Sveučilišta i Pravilnikom Ministarstva obrazovanja, na usluge Studentskog centra u Rijeci imaju pravo i ostali redovni studenti u Hrvatskoj. Studentski centar Rijeka prati i usklađuje se s temeljnim smjernicama Strategije Sveučilišta u Rijeci.  

## Povijest
Gospodarski razvoj Rijeke u razdoblju nakon Drugoga svjetskog rata pretpostavljao je čvrstu podlogu za razvoj višega i visokog školstva. U skladu s pomorskom tradicijom prva je viša državna obrazovna ustanova na hrvatskome jeziku bila Viša pomorska škola u Rijeci, osnovana 1949. godine. Druga je Viša stručna pedagoška škola osnovana 1953., dok je Pedagoška akademija u Rijeci osnovana 1960. godine. Rano su došli na red i fakulteti, pa je već 12. srpnja 1955. godine Sabor SR Hrvatske donio Zakon o osnivanju Medicinskoga fakulteta u Rijeci, a 1960. osnovan je i Strojarski fakultet.
Porast broja studenata potaknuo je osnutak ustanove za skrb o njihovoj prehrani i smještaju. Narodni odbor kotara Rijeka na 25. sjednici Kotarskoga vijeća i Vijeća proizvođača održanoj 24. svibnja 1960., s danom 1. lipnja 1960. godine, osniva ustanovu – Studentski centar. Tim osnivačkim aktom ustanova Studentski centar dobiva svojstvo pravne osobe, a kao djelatnosti Ustanove od posebnoga društvenog interesa navode se:
- smještaj studenata u domove, naselja ili u druge vrste smještaja,
- prehrana studenata u posebnome restoranu,
- organiziranje i vođenje službe zdravstvene zaštite studenata,
- organiziranje tehničkih i materijalnih uvjeta za kulturne, društveno-zabavne i sportske djelatnosti studenata te vođenje posebnih pogona u vezi s tim.

Istim osnivačkim aktom Ustanovi se dodjeljuje i određuje upravljanje sljedećom nepokretnom imovinom:
- Domom na Sušaku,
- naseljem Podmurvice,
- današnjim restoranom „Indeks“,
- objektima koji će naknadno biti predani Ustanovi na upravljanje.

Određeno je da Ustanova upravlja i svom pokretnom imovinom u objektima koji se nalaze u njezinu sastavu.

## Djelatnost smještaja
Djelatnost smještaja Studentskog centra Rijeka odvija se u dva studentska naselja:
- Studentsko naselje Ivan Goran Kovačić
- Studentsko naselje Trsat

### Studentsko naselje Ivan Goran Kovačić
U trenutku osnivanja Studentskog centra ukupni preuzeti kapaciteti za smještaj studenata iznosili su 216 ležajeva. Od bivše ustanove „Dom studenata“ preuzeta su tri stambena objekta na Podmurvicama, koje je tadašnja radna organizacija „Luka Rijeka“ ustupila Studentskom centru za smještaj studenata. Ovim kapacitetima dodana je i zgrada na Sušaku.
Godine 1971. izgrađen je novi objekt kapaciteta 360 ležajeva. Uz adaptaciju postojećih 3 objekata broj ležajeva porastao je na 532. Iste godine Studentsko naselje dobiva naziv Ivan Goran Kovačić.
Godine 1995. započinje se adaptacijom nove zgrade u okrugu postojećeg studentskog naselja čime je ukupni kapacitet povećan na 649 ležaja. 
U razdoblju između 2000. i 2004. godine u potpunosti su obnovljeni objekti smještaja i svi ostali sadržaji koji su studentima na raspolaganju - izvršena je cjelokupna informatizacija s besplatnim internetskim priključcima za studente, provedene su potrebne mjere iz područja zaštite na radu i zaštite od požara, obnovljena je kotlovnica i postavljen sustav solarnog grijanja. Ukupan smještajni kapacitet Studentskog naselja Ivan Goran Kovačić trenutno iznosi 673 kreveta.
Studentsko naselje Ivan Goran Kovačić sastoji se od 5 objekata smještaja. Nudi se smještaj u jednokrevetnim i dvokrevetnim studentskim sobama te dvokrevetnim apartmanima. Svi objekti opremljeni su žičanom i bežičnom Internet mrežom. U sklopu naselja studentima su na raspolaganju i dodatni sadržaji poput teretane, učionice, prostorija za učenje, praonice, prostorije za istezanje i gimnastiku, veselice i peglane itd.
U sklopu Studentskog naselja “Ivan Goran Kovačić” recepcija se nalazi u prizemlju objekta 1.

### Studentsko naselje Trsat
Izgradnjom Sveučilišnog Kampusa na Trsatu  omogućeno je preseljenje nekoliko fakulteta i sveučilišnih odjela u novoizgrađene objekte, kao i samoga Studentskog centra, koji 2011. godine dobiva novu zgradu restorana, nazvanog „Kampus“. Dogradnjom triju novih paviljona smještajnog karaktera, pet godina kasnije, 20. rujna 2016. godine svečano je otvoreno Studentsko naselje „Trsat”, čime ukupan smještajni kapacitet raste za još 754 ležaja.  
Uz navedeno povećanje kapaciteta cilj projekta bio je osiguranje pristupa visokom obrazovanju i studentima slabijeg socijalno-ekonomskog statusa i osobama s invaliditetom. Iz tog je razloga 10 kreveta u jednokrevetnim sobama u paviljonima 1 i 2 namijenjeno je osobama s invaliditetom, 32 kreveta u jednokrevetnim sobama u paviljonu 1 studentima iz programa međunarodne razmjene te 24 kreveta u jednokrevetnim sobama u paviljonu 2 za gostujuće profesore, i istraživače, nastavno i nenastavno osoblje i druge goste Sveučilišta u Rijeci. Sve sobe su opremljene sanitarnim čvorom, kuhinjom, loggiom te radnim i spavaćim prostorom, a osim toga pokrivene su protupožarnim sustavom i žičanom i bežičnom Internet mrežom. 
Naselje se sastoji od tri paviljona:
- paviljona 1 (prizemlje i 6 katova),
- paviljona 2 (prizemlje i 6 katova) i
- paviljona 4 (prizemlje i 5 katova).

U sklopu naselja „Trsat” studentima su na raspolaganju i dodatni sadržaji kao što su informatička učionica, praonica rublja, prostor za fitness i teretana, dnevni boravci za studente, trgovina mještovite robe, prostor "Akvarij" za održavanje predavanja, radionica, tečajeva i sl. 
Recepcija se nalazi u prizemlju zgrade restorana Kampus.

## Djelatnost prehrane
Studentima je prvotno bila omogućena prehrana u nekoliko gradskih restorana. Prvim „studentskim“ restoranom postao je u prosincu 1956. god. tadašnji „Triglav“ na Brajdi koji će kasnije biti preimenovan u „Viktoriju“, a danas je zatvoren. U tadašnjoj Kidričevoj ulici (današnja Krešimirova ulica) najprije se nalazila Narodna kavana, a potom u istom prostoru biva otvorena kavana Kvarner. Kvarner će biti preuređen u lipnju 1959. god., pa će u njoj, osim mjesta za redovne goste, dio prostora biti izdvojen za usluge studentske prehrane. S obzirom na to da je broj studenata, iz ovoga je prostora uklonjena kavana i od 1. ožujka 1960. godine započinje s radom riječki statusni studentski restoran „Indeks“ kojim Studentski centar Rijeka raspolaže od svojeg osnutka do danas. Restoran kapacitetom može zadovoljiti potražnju do 4000 obroka dnevno.
Osim restorana „Indeks“ za prehranu studenata od 1972. godine radi i restoran „Mini“ u Studentskom naselju. U njemu se svakodnevno usluži do 1000 obroka.
Izgradnjom prve faze Sveučilišnog Kampusa na Trsatu izgrađen je i novi objekt studentske prehrane – restoran „Kampus“, koji je na usluzi studentima, profesorima i ostalim zaposlenim djelatnicima od 21. travnja 2011. godine. Restoran „Kampus“ s pripadajućom proizvodnjom slastica dnevno može proizvesti i do 5000 obroka. U sklopu restorana nalazi se i Caffe kutak i pripadajuća terasa te prostor "Akvarija" u kojem se organiziraju razni sastanci, tribine, promocije te događanja.

### Popis objekata prehrane
- Restoran "Kampus" - otvoren je od 2011. godine na adresi Radmile Matejčić 5 u Rijeci.
- Restoran "Indeks" - otvoren je 1960. godine na adresi Krešimirova 18 u Rijeci.
- Restoran "Mini" - nalazi se u sklopu Studentskog naselja Ivan Goran Kovačić na adresi Ulica Branka Blečića 10 u Rijeci. Otvoren je 1972. godine.
- Buffet “Medicinar“ nalazi se u sklopu Medicinskog fakulteta, u ulici Braće Branchetta 20 u Rijeci. Otvoren je u ožujku 2003. godine.
- Caffe bar "Reful" - Nalazi se u prizemlju Filozofskog fakulteta na adresi Sveučilišna avenija 4 u Rijeci. Otvoren je 21. studenog 2012. godine.
- Caffe bar "Andrea" - Nalazi se u prizemlju Građevinskog fakulteta na adresi Radmile Matejčić 3 u Rijeci. Otvoren je 27. studenog 2012. godine.
- Caffe bar "Formula" - Nalazi se u prizemlju Sveučilišnih odjela na adresi Radmile Matejčić 2 u Rijeci. Otvoren je 16. travnja 2013. godine.
- Bistro "Mul" - Nalazi se u sklopu Fakulteta za menadžment u turizmu i ugostiteljstvu u Iki na adresi Primorska ulica 42 u Iki. Otvoren je 23. lipnja 2014. godine.
- Caffe bar "Uniri" - Nalazi se u u prizemlju zgrade rektorata Sveučilišta u Rijeci na adresi Trg braće Mažuranića 10 u Rijeci. Otvoren je 8. siječnja 2015. godine.
- Caffe bar "Infuzija" - Nalazi se u sklopu Fakulteta zdravstvenih studija na adresi Viktora Cara Emina 5 u Rijeci. Otvoren je 9. ožujka 2015. godine .
- Bistro "Pravri" - Nalazi se u sklopu Pravnog fakulteta na adresi Hahlić 6 u Rijeci. Otvoren je 10. ožujka 2015. godine.
- Bistro „Riteh“ - Nalazi se u sklopu Tehničkog fakulteta na adresi Vukovarska ulica 58 u Rijeci. Otvoren je 9. travnja 2015. godine.
- Bistro “Pomorac” - Nalazi se u sklopu Pomorskog fakulteta na adresi Studentska ulica 1 u Rijeci. Otvoren je u rujnu 2015. godine.
- Godine 2022. se na Ekonomskom fakultetu u Rijeci otvara se bistro “Efri”, a o prehrambenim potrebama studenta i profesora Fakulteta dentalne medicine brigu započinje Kantina “Dentina”.

Studentski Centar Rijeka je početkom 2023. godine pokrenuo projekt uređenja prostora bivše dječje knjižnice Stribor, a što će postati studentski klub Slatko & Slano. Cijeli projekt je iniciran još kroz program Rijeka 2020 - Europska prijestolnica kulture.

## Djelatnost Student servisa
Studentski centar Rijeka putem Student servisa posreduje i omogućuje privremeno ili povremeno zapošljavanje te isplate naknada za rad redovnim i izvanrednim studentima Sveučilišta i Veleučilišta u Hrvatskoj. Student servis posreduje između poslodavaca i studenata te vodi evidenciju o raspodjeli privremenih i povremenih poslova. 
Centar obavlja poslove analize i obrade tržišta rada, dogovara uvjete obavljanja posla s naručiteljima posla i upućuje izvođače na obavljanje istih, te podupire zastupljenost studenata na tržištu rada radi razvoja studentskoga standarda i poboljšanja životnoga standarda studenata. 
Angažiranjem studenata posredstvom Student servisa naručitelji posla na vrlo jednostavan način dolaze do kvalitetne radne snage, u situacijama povećanja opsega poslovanja, zamjene radnika na godišnjem odmoru, bolovanju i dr. 
Zaposliti se uz posredovanje Student servisa mogu, osim redovnih i izvanrednih studenata, i učenici završnih razreda srednje škole koji su u postupku upisa na studij.
Poslovanje Student servisa je pojednostavljeno 2008. godine uvođenjem web servisa, pa za izradu studentskog ugovora više nije potrebno dolaziti na šaltere. Kako bi usluge Student servisa studentima bile što dostupnije, šalteri Student servisa otvoreni su:

- u zgradi uprave Studentskog centra Rijeka na adresi Ulica dr.sc. Ante  Vukasa i dr.sc. Duje Vukasa 2 u Rijeci (Sveučilišni kampus).
- u restoranu "Indeks" na adresi Krešimirova ulica 18 u Rijeci.

## Djelatnost organizacije slobodnog vremena studenata
Iako kroz razvojni put Studentskog centra Rijeka uvijek prisutna, četvrta djelatnost, a to je organizacija slobodnog vremena studenata, tek se u posljednje vrijeme posebno razvija osiguravajući studentima kvalitetan kulturno–zabavni sadržaj, radionice, sportska događanja kao što su turniri, ali i izlete i to tijekom cijele akademske godine.
Poseban naglasak se stavlja na sportske sadržaje (primjerice mogućnost igranja raznih spotova na otvorenome, opremanje dnevnih boravaka u paviljonima naselja zabavnim sadržajima (biljar, pikado), postavljanje sprava za vanjski trening i slično), te se ulaže u sportsku opremu.
Aktivnosti slobodnog vremena namijenjene su svim studentima koji studiraju ili dolaze na razmjenu na jedno od visokih učilišta Sveučilišta u Rijeci, kreiraju se na temelju posebnih Planova aktivnosti, a koji su rezultat anketa koje se provode među korisnicima s početkom akademske godine.
Sva događanja u tom dijelu su na dobrovoljnoj bazi, otvorenog tipa, a kod kreiranja istih Studentski centar Rijeka trudi se biti fleksibilan, kreativan, inovativan s ciljem izgradnje partnerskog i prijateljskog odnosa sa studentima.
Krajem 2021. godine Studentski centar Rijeka pokreće mozaični portal za mlade i korisnike usluga same ustanove pod nazivom Svjetionik.

## Ostalo
U sklopu Studentskog centra Rijeka djeluje i trgovina Student shop koja je započela s radom krajem 2016. godine u skromnijem prostoru. U svibnju 2017. godine trgovina je preseljena u veći i svrsishodniji prostor nakon čega su se stvorili preduvjeti za proširenjem ponude.
U sklopu restorana „Kampus“ u Sveučilišnom kampusu na Trsatu Studentski centar Rijeka raspolaže s dva konferencijsko - prezentacijska prostora koji se nalaze u zasebnom krilu nazvanom „Akvarij“. Dvorane su namijenjene za održavanje raznih događanja poput predavanja, konferencija, seminara, tečajeve, radionice, poslovnih sastanaka itd. Također, Studentski centar Rijeka na raspolaganju ima i prostorije za ugostiteljsku namjenu - VIP salon smješten na sjeveroistočnoj strani restorana kapaciteta do 35 mjesta, te Mali salon smješten na jugoistočnoj strani restorana, kapaciteta do 20 mjesta.

## Ravnatelji
- Željko Šepac (1960. – 1961.)
- Milutin Baršić (1961. – 1963.)
- Đuro Sršen (1963. – 1983.)
- Armando Krpan (1983. – 1990.)
- Krešimir Žuža (1990. – 1998.)
- Josip Dragičević, v.d. (1999. – 2000.)
- Želimir Albrecht (1999. – 2010.)
- Dinko Jurjević (2010. – 2022.)
- Goran Manestar (2022. - )

## Vanjske poveznice
- Službena stranica
- www.mojarijeka.hr – Velid Đekić: »Gdje su jeli djedovi i bake današnjih riječkih studenata?«  Arhivirana inačica izvorne stranice od 6. rujna 2011. (Wayback Machine)